# Черноголовая бойга
Черноголовая бойга (лат. Boiga nigriceps) — вид змей из рода бойга в семействе ужеобразных.
Общая длина составляет от 1,5 до 2 м. Имеет стройное туловище и маленькую голову. Окраска кожи имеет оливковые или желтовато-коричневые цвета. Голова и хвост темнее, чем туловище. Губные щитки и горло белые или жёлтые. Брюхо светлое в передней части, темнее ближе к хвосту. Ярко окрашенные некоторые островные формы. Сохраняя общий тип окраски, они приобретают яркие, насыщенные цвета, становятся очень нарядными, несмотря на отсутствие рисунка. Туловище кирпично-красного или малинового цвета, голова зелёная, контрастная у взрослых особей, а хвост серовато-стальной.
Любит первичные тропические леса, как на равнинах, так и в горных местностях. Активна ночью и в сумерках. Почти всю жизнь проводит на деревьях. Питается лягушками, мелкими млекопитающими, ящерицами, птицами.
Это яйцекладущая змея. Самка откладывает до 7 яиц.
Живёт в южном Таиланде, на Малайском полуострове, на Суматре, Яве, Калимантан и ряде мелких островов к югу от Суматры (Ментавай, Ниас, Симелуэ). Встречается в провинции Гуанси (Китай).